# Il volto di un altro
Il volto di un altro (giapponese: 他人の顔, Hepburn: Tanin no Kao) è un film della Nouvelle Vague giapponese del 1966, diretto da Hiroshi Teshigahara e basato sull'omonimo romanzo del 1964 scritto da Kōbō Abe. La storia segue l'ingegnere Okuyama, che subisce gravi ustioni al viso in un incidente sul lavoro e riceve un nuovo volto sotto forma di una maschera realistica.

## Trama
L'ingegnere Okuyama ha subito una deformazione del viso a causa di un'esplosione in un incidente industriale e ora indossa bende per coprire le ustioni. Sentendosi isolato e fisicamente respinto dalla moglie, consulta uno psichiatra. Vedendo la frustrazione che Okuyama prova a causa della sua sfigurazione facciale, lo psichiatra propone, apparentemente con grande riluttanza, la creazione di una maschera protesica sperimentale.
Lo psichiatra e Okuyama offrono a un uomo 10.000 yen per fungere da modello per la maschera, che viene costruita e adattata al viso di Okuyama. Lo psichiatra esige che Okuyama gli riporti regolarmente le sue sensazioni e pensieri, e lo avverte che la maschera potrebbe alterare il suo comportamento e la sua personalità al punto che potrebbe non essere più la stessa persona. Okuyama non rivela a nessuno di aver ricevuto la maschera e vive semplicemente come un nuovo uomo, dicendo alla moglie che è in viaggio d'affari mentre affitta un appartamento nelle vicinanze. Testa l'efficacia della maschera su una segretaria della sua azienda, che non lo riconosce, e sulla figlia mentalmente disabile del custode dell'appartamento, che invece lo riconosce. Durante un incontro tra Okuyama e lo psichiatra, quest'ultimo si rende conto che il suo paziente è già cambiato e immagina un mondo in cui la maschera venga prodotta in massa, eliminando così ogni senso di moralità.
Okuyama decide di sedurre sua moglie usando la sua nuova identità. Quando lei accetta troppo facilmente, lui si infuria e rivela la sua vera identità. Lei, a sua volta, gli dice che aveva riconosciuto chi fosse fin dal primo momento in cui si era avvicinato a lei. Lui cerca di persuaderla a dare un'altra possibilità alla loro relazione, ma lei lo rifiuta, dicendo che non può perdonare il suo tentativo di ingannarla facendo credere che la maschera fosse il suo vero volto. Più tardi, Okuyama tenta di stuprare una donna per strada, affermando di essere nessuno quando viene arrestato. Viene rilasciato grazie al suo psichiatra (il cui biglietto da visita la polizia trova nella tasca di Okuyama), che testimonia che Okuyama è un suo paziente e che non è violento. Mentre camminano insieme per le strade quella notte, vedono che tutti gli altri indossano una maschera. Lo psichiatra chiede a Okuyama di restituirgli la maschera, ma poi cambia idea e decide di lasciargliela tenere, poiché è un uomo libero. Mentre si stringono la mano per congedarsi, Okuyama lo pugnala a morte.
Intrecciata nel corso del film è una storia separata (presente nel romanzo originale di Abe sotto forma di un film che il protagonista vede al cinema e poi racconta) di una giovane donna il cui viso, altrimenti bellissimo, è gravemente sfigurato sulla guancia destra e sul collo. Lavora in un reparto psichiatrico, i cui pazienti includono molti veterani della seconda guerra mondiale, e vive con suo fratello. Le immagini di queste sequenze, la sua preoccupazione ricorrente per l'arrivo di un'altra guerra, e la sua domanda al fratello se ricorda ancora il mare di Nagasaki (presumibilmente dalla loro infanzia lì), suggeriscono che le sue cicatrici siano il risultato del bombardamento atomico di quella città. Come Okuyama, anche lei si sente isolata a causa della sua sfigurazione. Durante un viaggio in una locanda sul mare con suo fratello, lei fa un avance romantica verso di lui, a cui lui risponde favorevolmente. La mattina successiva, vestita completamente di bianco, si toglie le scarpe e cammina verso l'oceano, probabilmente con l'intenzione di suicidarsi. Vedendola dalla finestra della locanda, suo fratello grida disperato.

## Produzione
Un'immagine ricorrente è quella delle grandi e piccole orecchie mozzate che appaiono nella scenografia in diverse scene. Queste orecchie sono state progettate e scolpite dallo scultore giapponese Tomio Miki.
L'ufficio dello psichiatra, uno strano spazio vuoto con pareti di vetro, è stato progettato dall'architetto Arata Isozaki, amico di Teshigahara. Le pareti di vetro sono dipinte con le linee di Langer e l'Uomo Vitruviano di Leonardo da Vinci.
Il film utilizza diversi raddoppi di inquadrature, sia ripetendo le stesse scene alla lettera sia ponendo il personaggio principale in scene quasi identiche due volte. L'esempio più evidente è nei due affitti di appartamenti da parte di Okuyama, una volta mascherato e una volta con il suo nuovo volto. Questi raddoppi evidenziano la doppia esistenza di Okuyama.
Il volto di un altro ha avuto una proiezione speciale il 15 luglio 1966 in Giappone, dove è stato distribuito dalla Toho. Il film è stato distribuito in Giappone il 23 settembre 1967.
Negli Stati Uniti, il film è stato distribuito nelle sale il 9 giugno 1967. È stato riproposto negli Stati Uniti nel maggio 1975 da Rising Sun e Toho.

## Accoglienza
Il volto di un altro non è stato ben accolto al di fuori del Giappone, poiché il pubblico e la critica hanno sentito in gran parte che non era all'altezza del precedente film di Teshigahara, La donna di sabbia. Sebbene abbia avuto successo in Giappone, il film è stato un fallimento critico e finanziario a livello internazionale.
Vincent Canby del The New York Times scrisse nel 1974: "Come fiction è troppo fantasiosa per essere seriamente convincente e troppo superficiale per essere particolarmente stimolante". Nel 2008, lo studioso di cinema Alexander Jacoby lo definì "una fantasia imperfetta" il cui interessante tema soffre a causa della "caratterizzazione insipida" del protagonista.
Da allora, il film ha migliorato la sua reputazione critica. Sul sito di recensioni Rotten Tomatoes, il film ha un punteggio di approvazione del 100% basato su 7 recensioni, con una valutazione media di 7,5/10. Jonathan Rosenbaum del Chicago Reader ha difeso il film nella sua recensione del 2005, definendolo "più appetibile" rispetto ai lavori precedenti di Teshigahara, con un tema "brillantemente e in modo immaginativo esplorato" e una recitazione "potente".

## Premi
Il volto di un altro ha ricevuto due premi ai Mainichi Film Awards per la Miglior Direzione Artistica e la Miglior Colonna Sonora.